# Bencomia caudata
Bencomia caudata là loài thực vật có hoa trong họ Hoa hồng. Loài này được (Aiton) Webb & Berthel. mô tả khoa học đầu tiên năm 1846.

## Hình ảnh

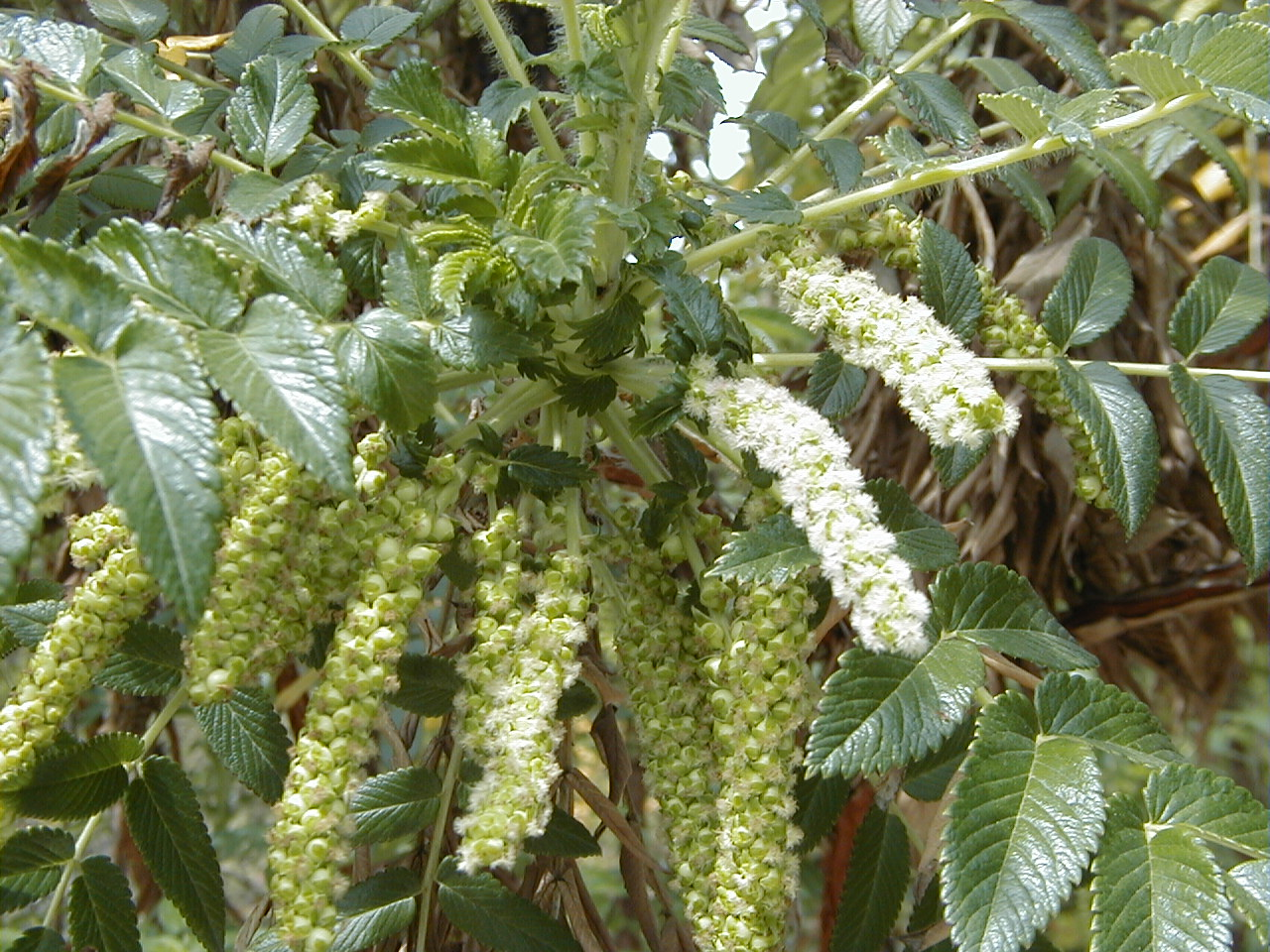